# رادار دهانه ترکیبی

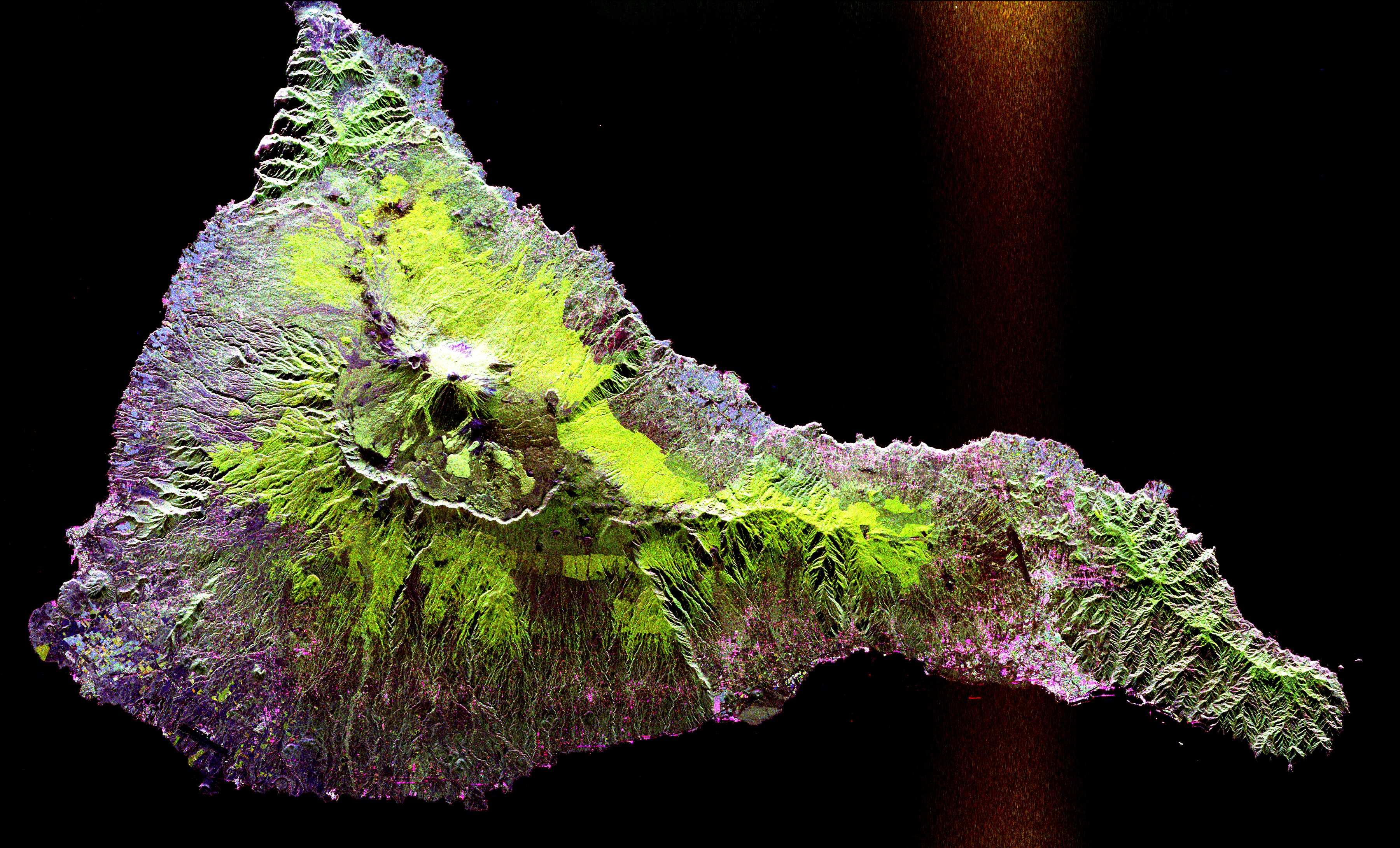
تصویر گرفته شده از کوه تید و دامنه و کوهپایه آن بوسیلهٔ رادار SIR-C/X-SAR که بر روی فضاپیمای اندور نصب شده بود.

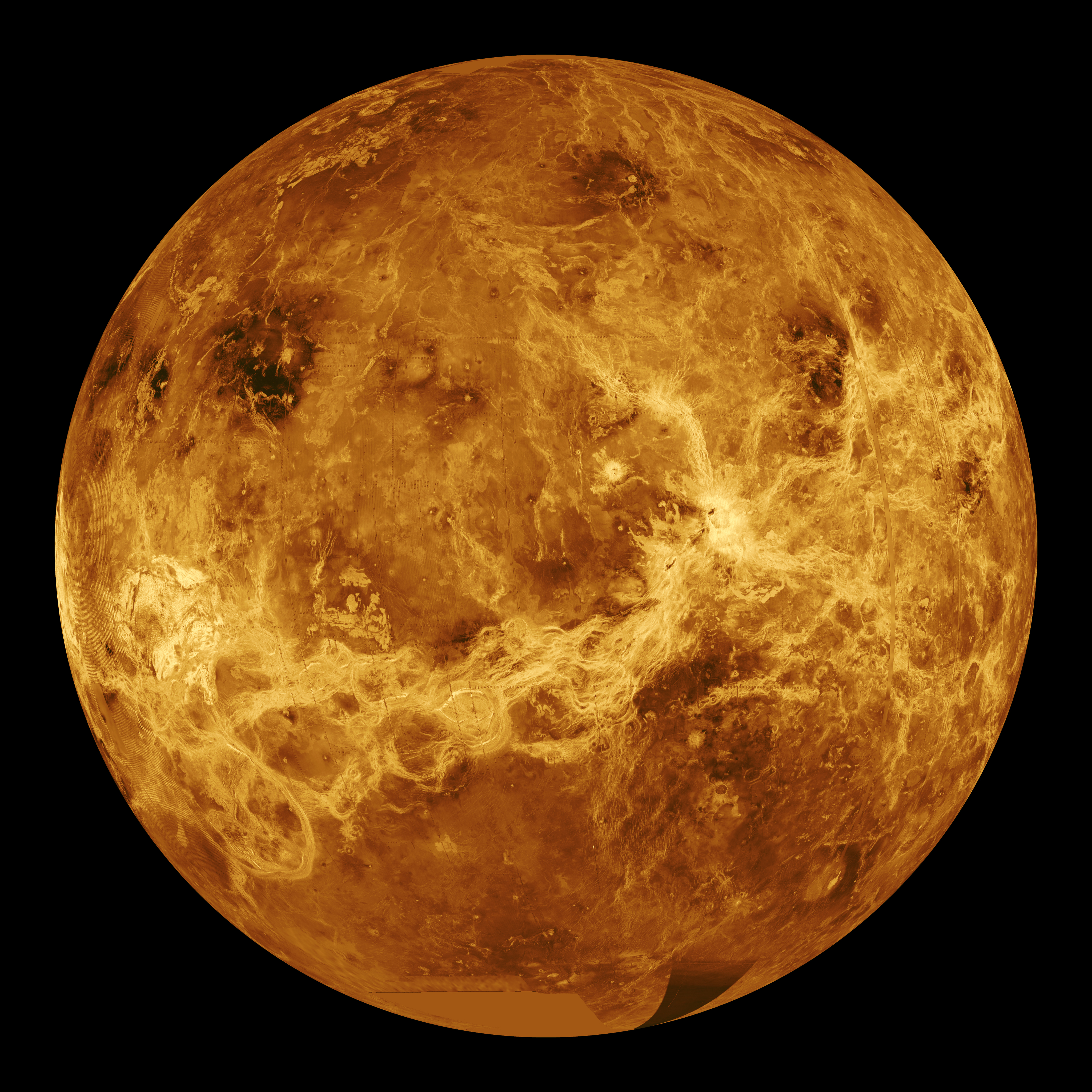
سطح سیاره زهره(ونوس)، با استفاده از فناوری رادار روزنه مصنوعی ماژلان تصویر برداری شده‌است

رادار دهانه ترکیبی که با نام «رادار روزنه مصنوعی» با سرواژهٔ SAR (به انگلیسی: Synthetic Aperture Radar) و فناوری سار هم نامیده می‌شود با تکیه بر همان فناوری رادار در حال تصویربرداری است و نهایتاً یک تصویر دو بعدی تولید می‌کند.

## ویژگی‌ها
قابلیت ایجاد تصویر از منطقه تحت پایش در تمام ساعات شبانه‌روز و تمام شرایط جوی حتی از پشت ابر و گرد و خاک از ویژگی های این رادار است. همچنین امکان شناسایی اشیای فلزی از پشت پوشش‌های استتار نیز برای این رادارها مقدور است در حالی که دوربین‌های تصویربرداری مرسوم در سامانه‌های شناسایی به‌صورت ذاتی فاقد قابلیت‌های مذکور هستند. میزان تفکیک‌پذیری در رادارهای سار در صورت استفاده از منبع توان با قدرت کافی از ارتفاع استقرار رادار مستقل می‌شود.

## کاربرد
این رادارها روی انواع سکوهای هوایی از هواپیماهای سرنشین‌دار و بدون سرنشین و بالگرد و حتی ماهواره‌ها مستقر می‌شوند.

## نحوه کارکرد
در رادارهای سار اصول کلی عملکرد مانند همه رادارهای دیگر بر ارسال امواج از آنتن رادار و سپس دریافت بازتاب این امواج از اشیا است. امواج ارسالی این رادار در دفعات بالا با سرعتی زیاد به سطح مورد نظر تابیده می‌شود و پس از بازگشت با بهره‌گیری از الگوریتم‌های پردازشی مخصوص، تصویری دوبعدی از سطح مورد نظر را تولید می‌کند. البته با ترکیب داده‌های دست‌کم دو رادار سار، امروزه تصاویر سه‌بعدی نیز توسط این رادارها تولید می‌شود. با بهره‌گیری از این شیوه تصویربرداری، ایجاد تصویری ممکن می‌‌شود که اندازه سلول تصویری آن در جهت آنتن، مستقل از فاصله آنتن رادار از هدف است. این اندازه با دقت تفکیک رادار رابطه مستقیم دارد که آن هم به طول موج رادار وابسته است. بنابراین رادار سار می‌تواند با استفاده از آنتنی کوچکتر از رادارهای معمولی به دقتی تفکیکی به‌مراتب بیشتر از آن دست یابد. دستیابی به این ویژگی گام بزرگی در بهبود کیفیت و دقت تصاویر هوایی را در پی داشت. یک رادار سار از زیربخش‌های مختلفی شامل فرستنده، گیرنده، آنتن، پایدارساز آنتن، تولید توان، واحد ناوبری، واحد پردازشگر و مکانیزم حرکت آنتن تشکیل شده است. در فرایند کاری رادار سار پس از جهتگیری آنتن به‌سمت منطقه هدف، بازتاب سیگنال ارسالی که توسط فرستنده ایجاد و توسط آنتن فرستاده شده است توسط آنتن دریافت و به واحدِ گیرنده ارسال می‌شود و با نمونه‌برداری از سینگال خروجی گیرنده، داده خام سار ایجاد می‌شود، این داده‌ها با الگوریتم‌های پردازشیِ تشکیل تصویر سار، در سخت‌افزار پردازش و تصویر ناحیه مورد نظر ایجاد می‌شود.

## استفاده در ایران
در سال ۱۳۹۵ رادار سار هواپایه ایرانی به‌نام ابصار نمایش داده شد.